# Supercoppa bulgara 2021 (pallavolo maschile)
La Supercoppa bulgara 2021, 6ª edizione della supercoppa nazionale di pallavolo maschile, si è svolta il 17 ottobre 2021: al torneo hanno partecipato due squadre di club bulgare e la vittoria finale è andata per la seconda volta all'Hebăr.

## Regolamento
La formula ha previsto una gara unica.

## Squadre partecipanti
| Squadra    | Qualificazione                       |
| ---------- | ------------------------------------ |
| Hebăr      | Vincitrice Superliga 2020-21         |
| Neftohimik | Vincitrice Coppa di Bulgaria 2020-21 |

## Torneo
| 17 ottobre 2021 Zala Ivan Vazov, Stara Zagora Durata: 1h:47 - Spettatori: 0 | Hebăr | 3 - 1 | Neftohimik | 16-25, 25-22, 25-21, 25-18 |